# 아레 협곡

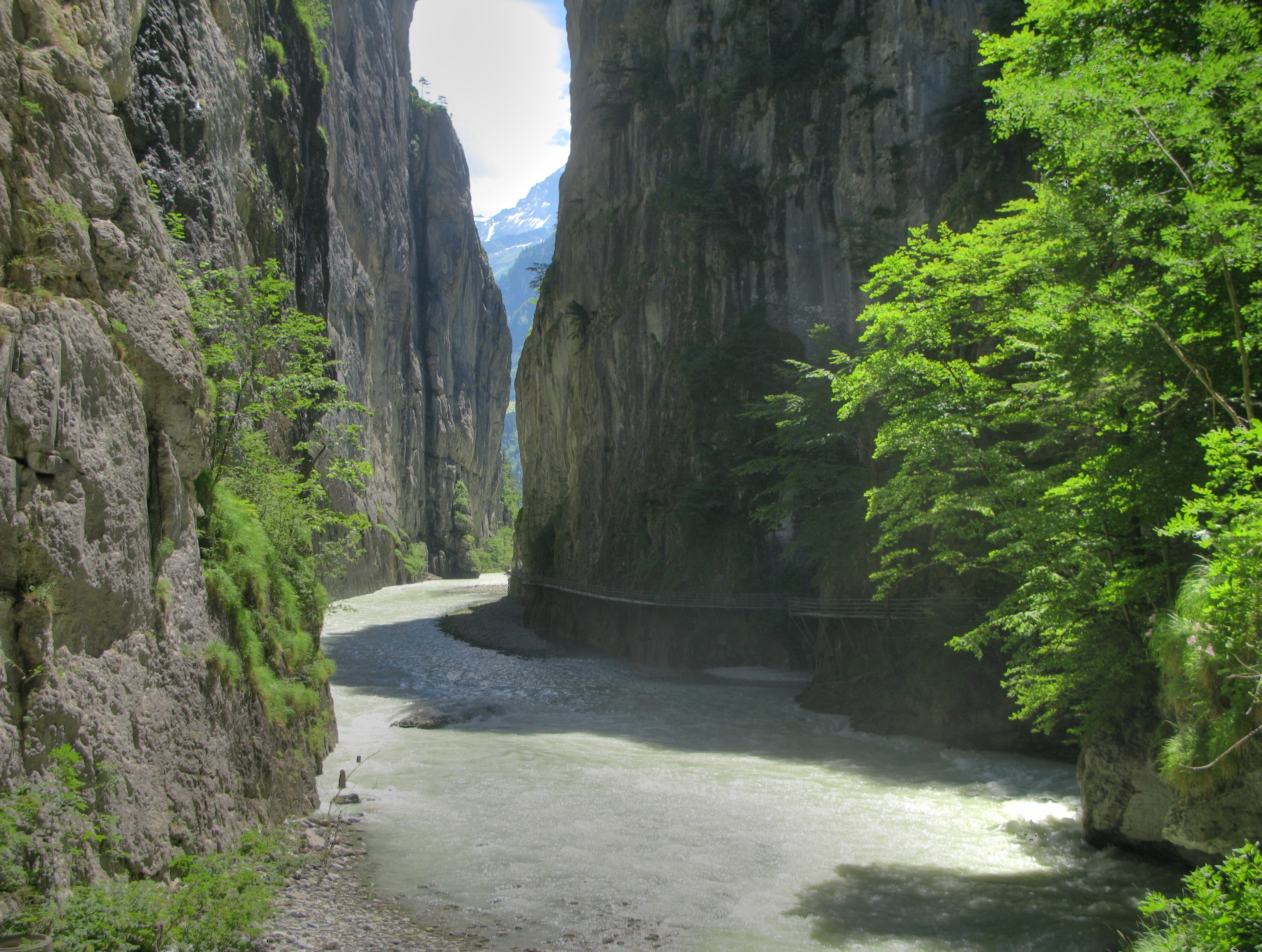
아레 협곡 내부, 저편 벽면에 산책로가 보인다

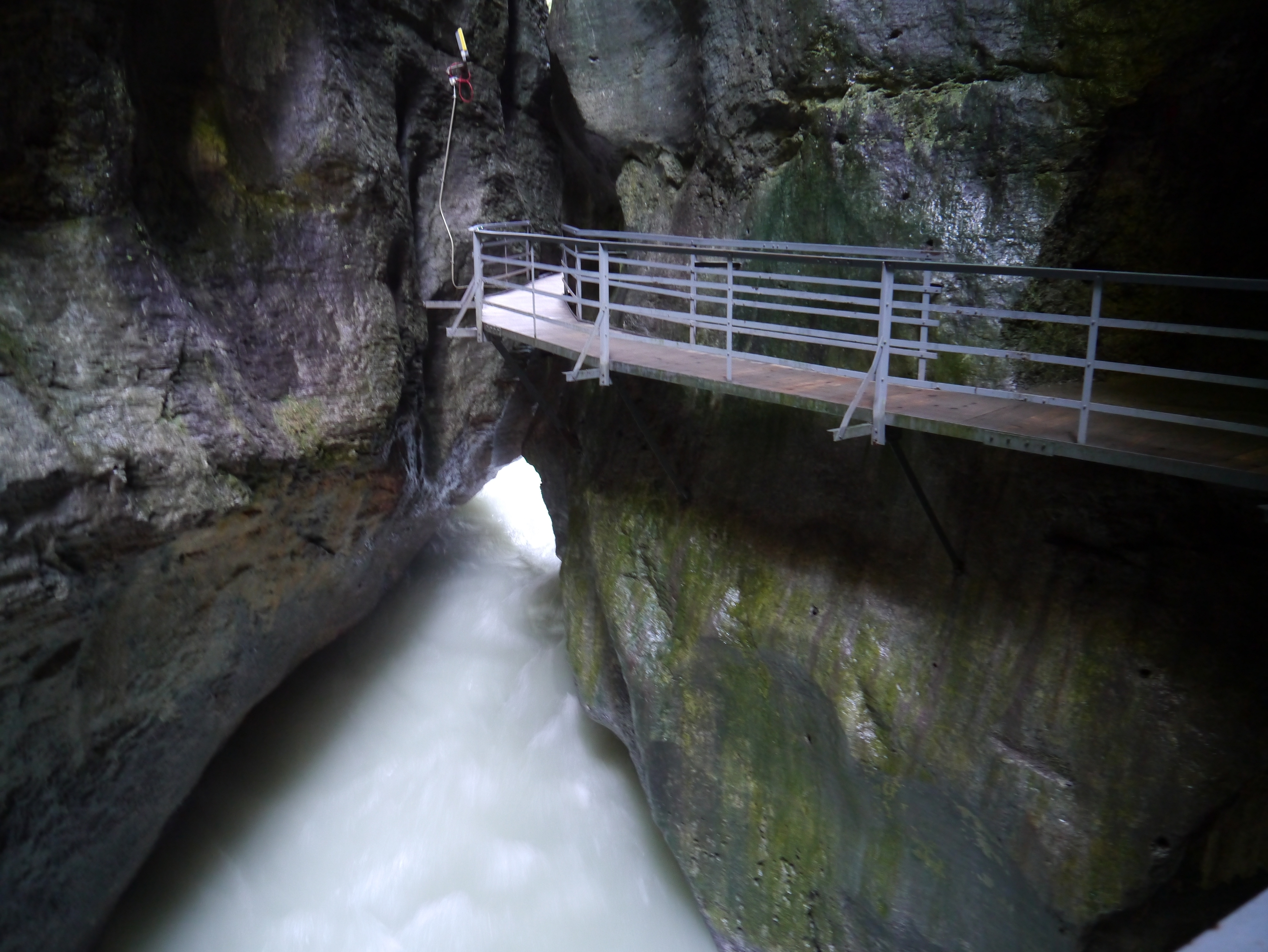
협곡의 가장 좁은 지점

아레 협곡(Aare Gorge) 또는 아레슐트(독일어: Aareschlucht)은 스위스 베른고원 지역의 마이링엔 마을 근처에 있는 석회암 능선을 뚫고 있는 아레강의 한 부분이다.

## 개요
협곡은 빙하 작용의 간접적인 산물이다. 10,000년 전 빙하기가 막바지에 이르렀을 때, 녹은 빙하에서 쏟아진 물이 석회암 장벽을 통해 깊고 좁은 틈을 침식했다. 길이가 겨우 2km이지만 이 통로는 양쪽으로 높이가 최대 50m인 깎아지른 듯한 절벽으로 둘러싸여 있다. 협곡의 너비는 가장 넓은 곳에서 약 30m에서 가장 좁은 곳에서 단 1m까지 다양하다.

협곡은 인기 있는 관광 명소로 많은 방문객들이 근처에 있는 라이헨바흐 폭포에 매료된다. 이 폭포는 아서 코난 도일 경이 모리아티 교수가 셜록 홈즈를 살해한 배경으로 선택한 곳이다.
협곡을 따라 산책로를 건설할 수 있는 허가는 1887년에 부여되었으며, 산책로는 1889년부터 일반에게 공개되었다. 1912년부터 1956년까지 마이링엔-라이헨바흐-아레슐트 트램웨이는 협곡의 서쪽 입구를 마이링엔으로 연결했다. 1946년부터 마이링엔-인너트키르헨 철도가 같은 목적을 수행했다. 서쪽 입구에 있는 식당과 매점은 1928년에 처음 지어졌고 1987년에 재건되었다. 2003년에 동쪽 입구를 제공하기 위해 철도 위에 역과 역 입구를 연결하는 현수교가 건설되었다. 2008년에 이 입구에 선술집과 키오스크가 추가되었다.
협곡을 통과하는 경로는 입장료가 부과되는 협곡의 양쪽 끝에 있는 입구를 통해 접근할 수 있다. 그 길이의 대부분은 터널이 짧게 뻗어 있는 협곡 벽에서 캔틸레버된 금속 프레임 위의 목조 구조이다. 입구는 각각 마이링엔-인너트키르헨 철도의 역과 연결되어 있으며 협곡 서쪽 끝에 아레슐트 서역이 있고, 동쪽 입구에 지하 아레슐트 동역이 연결되어 있다.